# Troisième circonscription de la préfecture d'Aomori
La troisième circonscription de la préfecture d'Aomori (青森県第2区, Aomori-ken dai-san-ku) est l'une des trois circonscriptions législatives que compte la préfecture d'Aomori au Japon.

## Description géographique
Entre 1994 et 2017, la troisième circonscription de la préfecture d'Aomori était composée de la ville de Hachinohe et du district de Sannohe à l'exclusion, à partir de 2013, du bourg de Gonohe,. 
Depuis 2017, elle englobe les villes de Hirosaki, Kuroishi, Goshogawara, Tsugaru et Hirakawa ainsi que les districts de Nishitsugaru, Nakatsugaru, Minamitsugaru et Kitatsugaru,.

## Députés
| Législature | Début de mandat | Fin de mandat | Député élu        | Parti politique | Parti politique |
| ----------- | --------------- | ------------- | ----------------- | --------------- | --------------- |
| 41e         | 1996            | 2000          | Tadamori Ōshima   |                 | PLD             |
| 42e         | 2000            | 2003          | Tadamori Ōshima   |                 | PLD             |
| 43e         | 2003            | 2005          | Tadamori Ōshima   |                 | PLD             |
| 44e         | 2005            | 2009          | Tadamori Ōshima   |                 | PLD             |
| 45e         | 2009            | 2012          | Tadamori Ōshima   |                 | PLD             |
| 46e         | 2012            | 2014          | Tadamori Ōshima   |                 | PLD             |
| 47e         | 2014            | 2017          | Tadamori Ōshima   |                 | PLD             |
| 48e         | 2017            | 2021          | Jirō Kimura (ja)  |                 | PLD             |
| 49e         | 2021            | 2024          | Jirō Kimura (ja)  |                 | PLD             |
| 50e         | 2024            | -             | Hanako Okada (ja) |                 | PDC             |